# Acting Prime Minister
Die Bezeichnung Acting Prime Minister ist ein Kabinettsmitglied (oft in einer Commonwealth Nation), das das Amt des Premierministers ausübt, während der Zeit, in der der Premier amtsunfähig oder nicht gewillt ist dieses Amt auszuüben. Das gleich gilt für Minister, die dann Acting Minister genannt werden und angehängt das Resort bekommen, für das sie übergangsweise zuständig sind, z. B. Acting Minister for Education.
Die Bezeichnung bezieht sich in den meisten Ländern ausschließlich auf eine einmalige gegenwärtig ausgeführte Rolle. Ausnahmsweise wird in Israel die Bezeichnung auch für einen zum „Acting Prime Minister“ ernannten Knessetabgeordneten verwendet, auch wenn die zu ausführende Tätigkeit niemals aktuell wird und nur eine potentielle bzw. latente bleibt, eine im Gegebenen schlummernde Möglichkeit das Amt doch noch kommissarisch ausüben zu können.